# Трускавецька міська територіальна громада
Трускавецька міська громада — територіальна громада в Україні, в Дрогобицькому районі Львівської області. Адміністративний центр — місто Трускавець.
Площа громади — 214,8 км², населення — 39 642 мешканця (2020).

## Населені пункти
У складі громади 1 місто (Трускавець) і 7 сіл:
- Бистрий
- Доброгостів
- Зимівки
- Модричі
- Орів
- Станиля
- Уличне